# Megaselia sacculifera
Megaselia sacculifera är en tvåvingeart som beskrevs av Rudolf Beyer 1965. Megaselia sacculifera ingår i släktet Megaselia och familjen puckelflugor. Inga underarter finns listade i Catalogue of Life.